# Nepalese Communistische Partij
De Nepalese Communistische Partij (NCP) was een politieke partij in Nepal en was tijdens haar korte bestaan de grootste communistische partij van Zuid-Azië  en de op twee na grootste van Azië (na de Communistische Partij van Vietnam en de Communistische Partij van China).
De partij was een resultaat van de fusie van de twee grootste communistische partijen van het land, de Communistische Partij van Nepal (Verenigd Marxistisch-Leninistisch)  (CPN-UML) en de Communistische Partij van Nepal (Maoïstisch Centrum) (CPN-M), die vervolgens zijn ontbonden. De NCP was de grootste partij in het Huis van Afgevaardigden, het Nationaal Assemblee en in alle provinciale parlementen, uitgezonderd Provincie Nummer 2.

## Geschiedenis
Aan de vooravond van de provinciale en landelijke verkiezingen in 2017 sloten de CPN-M en de CPN-UML, samen met de kleinere socialistische Naya Shakti Partij, een electoraal pact. De drie partijen besloten ook om een traject te starten om tot een fusie te komen. Hiervoor werd een Unification Coordination Committee opgericht. Nog voor de verkiezingen trok de Naya Shakti Partij zich terug uit het pact en het fusietraject. Het pact van de twee partijen won een meerderheid van de zetels in het Huis van Afgevaardigden en in zes van de zeven provincies. Daarnaast won de partij een twee derde meerderheid van het Nationaal Assemblee. 
Na de verkiezingen werden de verschillende ministerposten tussen de partijen verdeeld, waarbij Khadga Prasad Sharma Oli, de leider van de CPN-UML, tot premier werd verkozen. In eerste instantie was het de bedoeling dat de twee partijen op 22 april 2018 al zouden fuseren (precies 69 jaar na de oprichting van de originele Communistische Partij van Nepal), echter dit werd uitgesteld tot 17 mei 2018.
Echter, de fusie werd door het Nepalese Hooggerechtshof ongeldig verklaard ab initio omdat er al een partij bestond met dezelfde naam. De NCP werd vervolgens weer ontbonden en de CPN-M en CPN-UML werden in hun oude staat hersteld, alsof de fusie nooit had plaatsgevonden.

## Ideologie
Als onderdeel van het fusieakkoord is besloten dat de partij Marxistisch-leninistisch van aard blijft en het huidige meerpartijenstelsel in Nepal ondersteund. De partij heeft dus niet de ambitie om Nepal in een volksrepubliek te transformeren. Daarnaast is de partij uitgesproken seculier van karakter.